# The Best of Voivod
A The Best of Voivod a kanadai Voivod együttes 1992-ben megjelent első válogatáslemeze. A dalokat az 1984 és 1991 között megjelent első hat stúdióalbumról válogatták össze.

## Az album dalai
1. Voivod – 4:17 
War and Pain (1984)
2. Ripping Headaches – 3:11 
Rrröööaaarrr (1986)
3. Korgüll the Exterminator – 4:56 
Rrröööaaarrr (1986)
4. Tribal Convictions – 4:54 
Dimension Hatröss (1988)
5. Psychic Vacuum – 3:53 
Dimension Hatröss (1988)
6. Tornado – 6:04 
Killing Technology (1987)
7. Ravenous Medicine – 4:23 
Killing Technology (1987)
8. Cockroaches – 3:48 
Killing Technology (1987)
9. Astronomy Domine – 5:30 (Pink Floyd feldolgozás) 
Nothingface (1989)
10. The Unknown Knows – 5:00 
Nothingface (1989)
11. Panorama – 3:13 
Angel Rat (1991)
12. The Prow – 3:48 
Angel Rat (1991)

## Közreműködők
- Denis Belanger "Snake" – ének
- Denis D'Amour "Piggy" – gitár
- Jean-Yves Theriault "Blacky" – basszusgitár
- Michel Langevin "Away" – dobok

## Külső hivatkozások
- Voivod.NET